# Juicio clínico
El juicio clínico o valoración clínica o diagnóstica es la calificación de la enfermedad. Consiste en la evaluación del conjunto de síntomas y signos de un paciente, junto con los datos proporcionados por las pruebas complementarias, para hacer una estimación sobre el diagnóstico de la misma, el estado del enfermo y el tratamiento más adecuado.

## Tipos
El médico puede emitir tres tipos de juicios clínicos:
- Diagnóstico es identificar la enfermedad o un problema de salud que sufre el paciente, generalmente mediante un nombre específico, o un código de una clasificación.
- Pronóstico es la predicción de los sucesos que ocurrirán en el desarrollo de una enfermedad en términos estadísticos.
- Terapéutico es el conjunto de medidas médicas, farmacológicas, quirúrgicas, físicas o de otro tipo encaminadas a curar o a aliviar las enfermedades.

## Evaluación
Un profesional clínico tiene como tareas principales las de clasificar, predecir e indicar el tratamiento adecuado a su paciente, estás actividades se realizan dentro de un entorno de gran incertidumbre al estar condicionadas por la experiencia del médico, la colaboración del paciente, los recursos disponibles y la complejidad del proceso. Para comprender su calidad y seguridad se evalúan analizando la toma de decisiones realizadas y los resultados sanitarios obtenidos.